# Guinothusa
Guinothusa is een geslacht van kreeftachtigen uit de klasse van de Malacostraca (hogere kreeftachtigen).

## Soorten
- Guinothusa beauvoisi (Rathbun, 1902): Vietnam
- Guinothusa harmandi (Rathbun, 1902): Vietnam
- Guinothusa phimaiensis Yeo & Ng, 2010: Thailand